# Aspiracje społeczne
Aspiracje społeczne – pragnienia lub dążenia dotyczące udziału w działalności wymagającej nawiązywania kontaktów interpersonalnych. Do aspiracji społecznych można zaliczyć aspiracje kierownicze, aspiracje towarzyskie, aspiracje prestiżu społecznego oraz aspiracje prospołeczne.
- Aspiracje kierownicze to zamierzenia lub pragnienia sprawowania czynności kierowniczych oraz zajmowania wysokiej pozycji w hierarchii władzy.
- Aspiracje towarzyskie odnoszą się do nawiązywania kontaktów koleżeńskich z określonymi osobami lub grupami osób.
- Aspiracje prestiżu społecznego przejawiają się w chęci uzyskania szacunku, uznania, aprobaty w środowisku, w którym mieszka i działa dany osobnik; niejednokrotnie występują one wspólnie z aspiracjami kierowniczymi